# 나의 판타스틱한 장례식
《나의 판타스틱한 장례식》은 SBS에서 2015년 9월 26일에 방영된 추석 특집 드라마이다.

## 줄거리
‘머리가 고장난 여자’ 장미수가 삶의 끝자락에서 27살 동갑내기인‘심장이 고장난 남자‘ 박동수를 운명적으로 재회하면서 펼쳐지는 청춘의 애틋한 사랑 이야기이다.

## 등장 인물

### 주요 인물
- 경수진 : 장미수(27세) 역. 머리가 고장 난 여자
- 최우식 : 박동수(27세) 역. 심장이 고장 난 남자
- 유하준 : 유세호(31세) 역. 미수의 전 애인

### 그외 인물
- 박진주 : 나래(24 ~ 27세) 역. 3년 전 미수의 병실 동기
- 서이숙 : 영란(50세) 역. 3년 전 미수의 병실 동기
- ? : 순심(40세) 역. 3년 전 미수의 병실 동기
- 김민하 : 17세 다은 역. 미수의 동생
- 고나희 : 5세 다은 역. 미수의 동생
- 이지호 : 15세 미수 역
- 이대로 : 약사 할아버지(70대) 역
- 이정은 : 미수의 고모(60대) 역
- ? : 토니(27세) 역. 외국인 노동자
- 안세호 : 동수네 작업반 반장 역
- ? : 의사 1 역
- ? : 의사 2 역
- 소년공화국(성준, 선우, 수웅, 민수) : 그룹 에이스 역

### 우정 출연
- 한상진 : 박건하 역. 미수의 담당 의사

### 특별 출연
- 김청 : 미수의 어머니 역
- 이용이 : 위층 할머니 역

## 시청률
아래의 파란색 숫자는 '최저 시청률'이고, 빨간색 숫자는 '최고 시청률'입니다. 시청률조사회사와 지역별로 시청률에 차이가 있을 수 있습니다. 
' - ' 표시는 각 회사에서 공개한 프로그램의 시청률에 미치지 아니하여 순위 밖에 해당하는 것을 의미합니다.
| 제1회       | 9월 26일    | 3.5%  | 4.2%  |
| 제2회       | 9월 26일    | 3.4%  | 4.1%  |
| 평균 시청률 | 평균 시청률 | 3.45% | 4.15% |